# Charly-sur-Marne
Charly-sur-Marne är en kommun i departementet Aisne i regionen Hauts-de-France i norra Frankrike. Kommunen ligger  i kantonen Charly-sur-Marne som ligger i arrondissementet Château-Thierry. År 2022 hade Charly-sur-Marne 2 584 invånare.

## Befolkningsutveckling
Antalet invånare i kommunen Charly-sur-Marne
Referens: INSEE